# Tablat ZH
| ZH ist das Kürzel für den Kanton Zürich in der Schweiz. Es wird verwendet, um Verwechslungen mit anderen Einträgen des Namens Tablat zu vermeiden. |

Tablat ist ein kleines Dorf auf dem Gebiet der Gemeinde Turbenthal im Schweizer Kanton Zürich. 
Die aus beiden den inzwischen zusammengewachsenen Weilern Unter- und Ober-Tablat bestehende Ortschaft liegt am rechten Ufer der Töss, etwa 1 km südöstlich des Dorfs Wila, und bildete ehemals eine eigene Zivilgemeinde innerhalb der Gemeinde Turbenthal. Mit dem ehemaligen «Doktorhaus» ist es Station mit Orientierungstafel am Jakob-Stutz-Wanderweg (Pfäffikon ZH–Hittnau–Wila–Sternenberg). Im Doktorhaus unterrichtete Stutz als Hauslehrer die schwerhörigen Kinder des Doktor Ramseier.
Es liegt dem Namen lateinisch tabulatus ‚Heustadel‘ zugrunde.